# Roy (Waszyngton)
Roy – miasto w Stanach Zjednoczonych, w stanie Waszyngton, w hrabstwie Pierce.